# Jean-Christophe (Winnie l'ourson)
Pour les articles homonymes, voir Jean-Christophe.
Jean-Christophe (Christopher Robin en version originale, qui est le véritable prénom du fils de son auteur) est un personnage de l'univers de Winnie l'Ourson, créé par Alan Alexander Milne.
C'est un petit garçon, qui possède les peluches de Winnie et de ses amis. Avec eux, il vit de merveilleuses aventures dans la Forêt des Rêves Bleus. Il habite dans une belle maison au fin fond de la forêt.
Dans le film Jean-Christophe et Winnie, Il est le père d'une fille prénommée Madeleine et s'est marié peu avant la seconde guerre mondiale à Evelyne.

## Apparitions
Il apparaît dans quelques épisodes des différentes séries télévisées Disney de l'univers de Winnie, dont la nouvelle Mes amis Tigrou et Winnie, la plupart du temps en tant que personnage secondaire, parfois dans quelques scènes uniquement, ainsi que dans presque tous les films.
Il devient l’un des personnages principaux du film en prise de vues réelle, Jean-Christophe et Winnie, sorti en 2018 et est interprété par Ewan McGregor.
Sorties cinéma
- 1977 : Les Aventures de Winnie l'Ourson (The Many Adventures of Winnie the Pooh)
- 2000 : Les Aventures de Tigrou (The Tigger Movie)
- 2003 : Les Aventures de Porcinet (Piglet's Big Movie)
- 2005 : Winnie l'Ourson et l'Éfélant (Pooh's Heffalump Movie), seulement pendant le générique
- 2011 : Winnie l'Ourson (Winnie the Pooh)
- 2018 : Jean-Christophe et Winnie (Christopher Robin)
- 2023 : Winnie-the-Pooh: Blood and Honey de Rhys Frake-Waterfield

Sorties directes en vidéo
- 1997 : Winnie l'Ourson 2 : Le Grand Voyage (Pooh's Grand Adventure : The Search for Christopher Robin)
- 1999 : Winnie l'Ourson : Joyeux Noël (Winnie the Pooh : Seasons of Giving)
- 2002 : Winnie l'Ourson : Bonne Année (Winnie the Pooh : A Very Merry Pooh Year)
- 2009 : Tigrou et Winnie, la comédie musicale (Tigger, Pooh and a Musical Too)